# Oberriexingen
Oberriexingen – miasto w Niemczech, w kraju związkowym Badenia-Wirtembergia, w rejencji Stuttgart, w regionie Stuttgart, w powiecie Ludwigsburg, wchodzi w skład wspólnoty administracyjnej Vaihingen an der Enz. Leży nad rzeką Enz, ok. 12 km na zachód od Ludwigsburga.